# Landhaus Heinrich-Zille-Straße 61 (Radebeul)
Das Landhaus in der Heinrich-Zille-Straße 61 liegt im Stadtteil Kötzschenbroda der sächsischen Stadt Radebeul. Mitte des 19. Jahrhunderts wohnte dort der Generalmajor a. D. Karl Friedrich von Süßmilch genannt Hörnig (1788–1864).

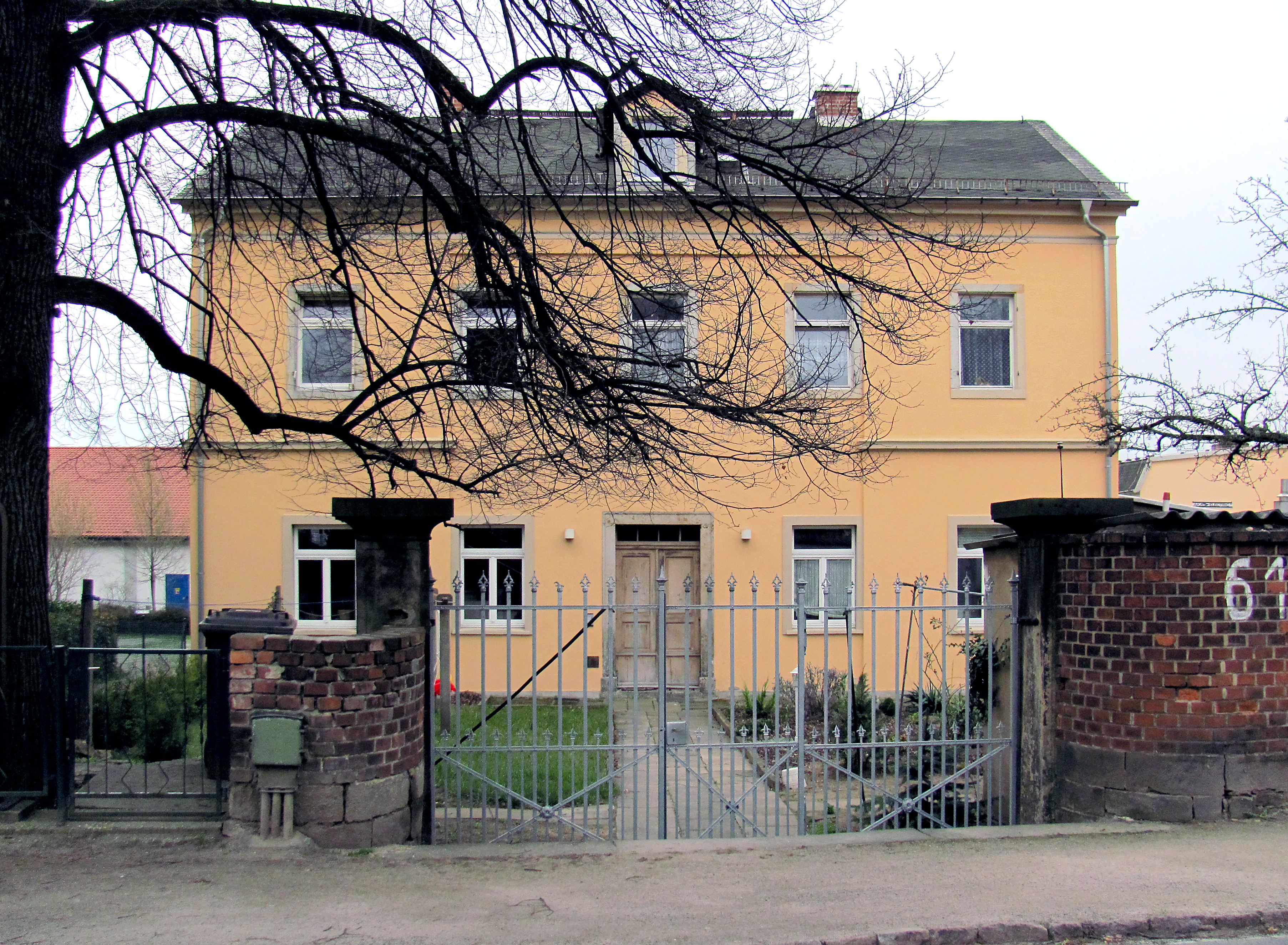
Landhaus Heinrich-Zille-Straße 61 mit ursprünglicher Toreinfahrt

Das links danebenstehende, ebenfalls denkmalgeschützte Landhaus Heinrich-Zille-Straße 59 steht mit seiner rechten Seite an der Stelle, wo sich das linke (östliche) Nebengebäude von Süßmilchs Landsitz befand, um von der Straße aus den Vorplatz bzw. die Zufahrt zum Wohnhaus einzurahmen.

## Beschreibung

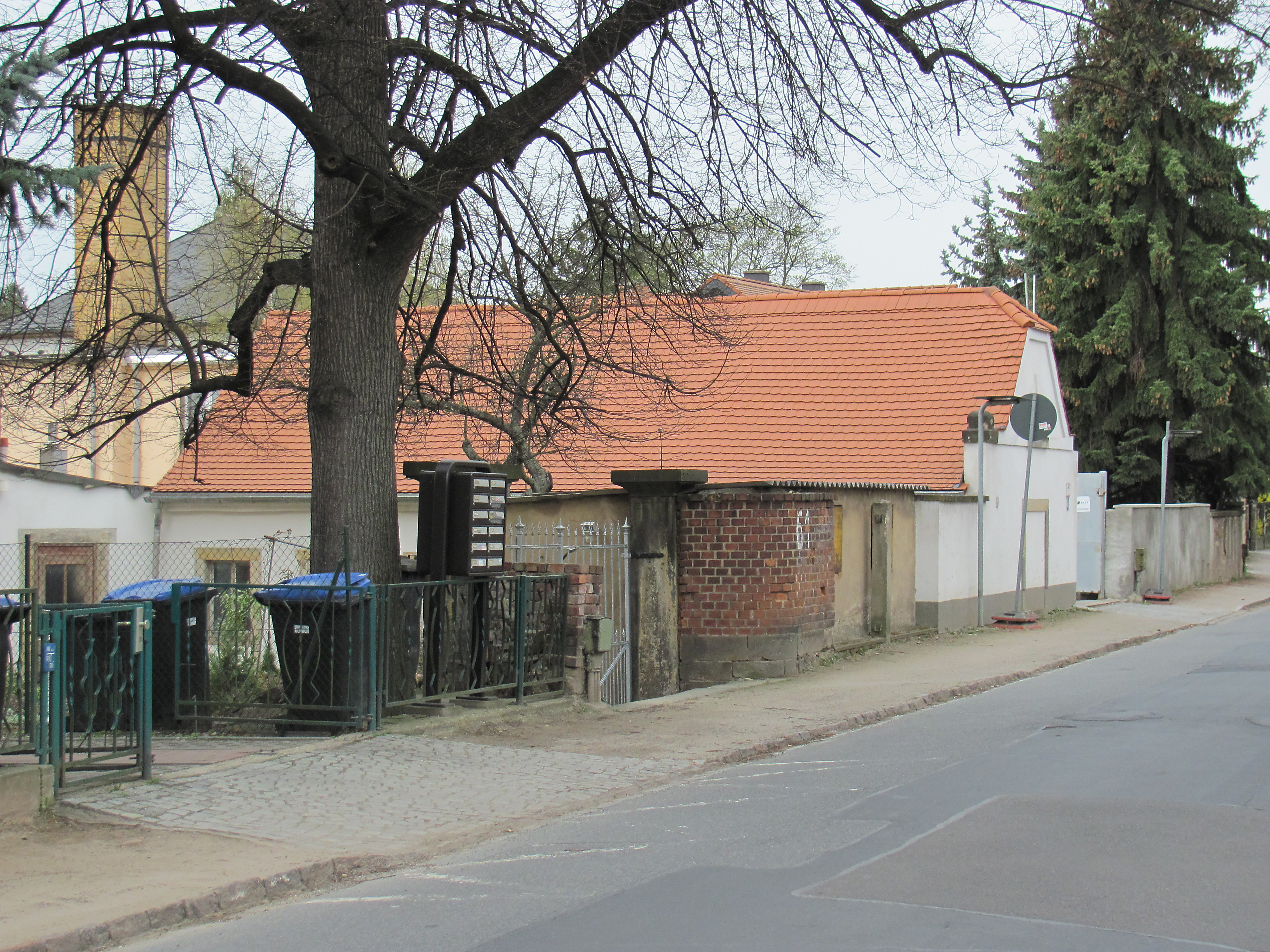
Landhaus Heinrich-Zille-Straße 61: Westliches Nebengebäude

Das zweigeschossige Landhaus von „spätbiedermeierlichem Charakter“ steht mitsamt westlichem Nebengebäude und Toreinfahrt unter Denkmalschutz.
Das fünf zu zwei Fensterachsen große, geputzte Gebäude mit Satteldach hat in der südlichen Hauptansicht einen flachen, dreigeschossigen Mittelrisaliten mit einem flachen Giebel. Der Risalit besteht im Erdgeschoss aus vier Sandstein-Halbsäulen mit einer breiten Freitreppe. Das Erdgeschoss ist baulich stark verändert, die Putzgliederung verwittert.
Ein eingeschossiges Nebengebäude zur Straße trägt ebenfalls ein Satteldach, vorn an der Straße jedoch mit Krüppelwalm. In der Einfriedung befindet sich ein repräsentatives späteres Torgitter zwischen mächtigen Sandsteinpfeilern, die auch heute noch das ursprünglich niedriger gelegene Einfahrtsniveau anzeigen, das heute vom Bürgersteig aus durch mehrere Stufen überbrückt wird.

## Geschichte

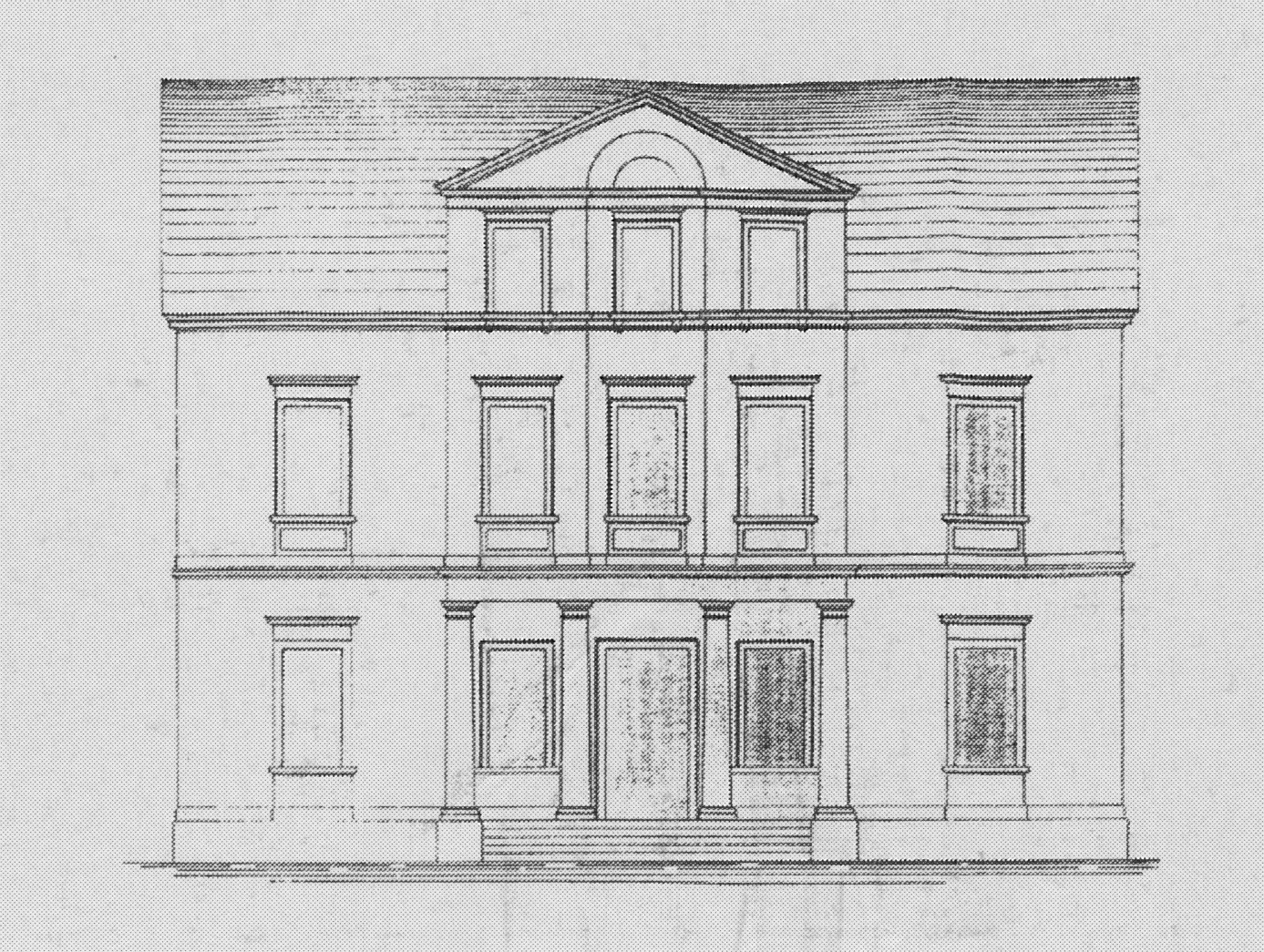
Bauzeichnung der Rückseite (Südseite) von Maurermeister Carl Goetze (1862) zur Aufstockung

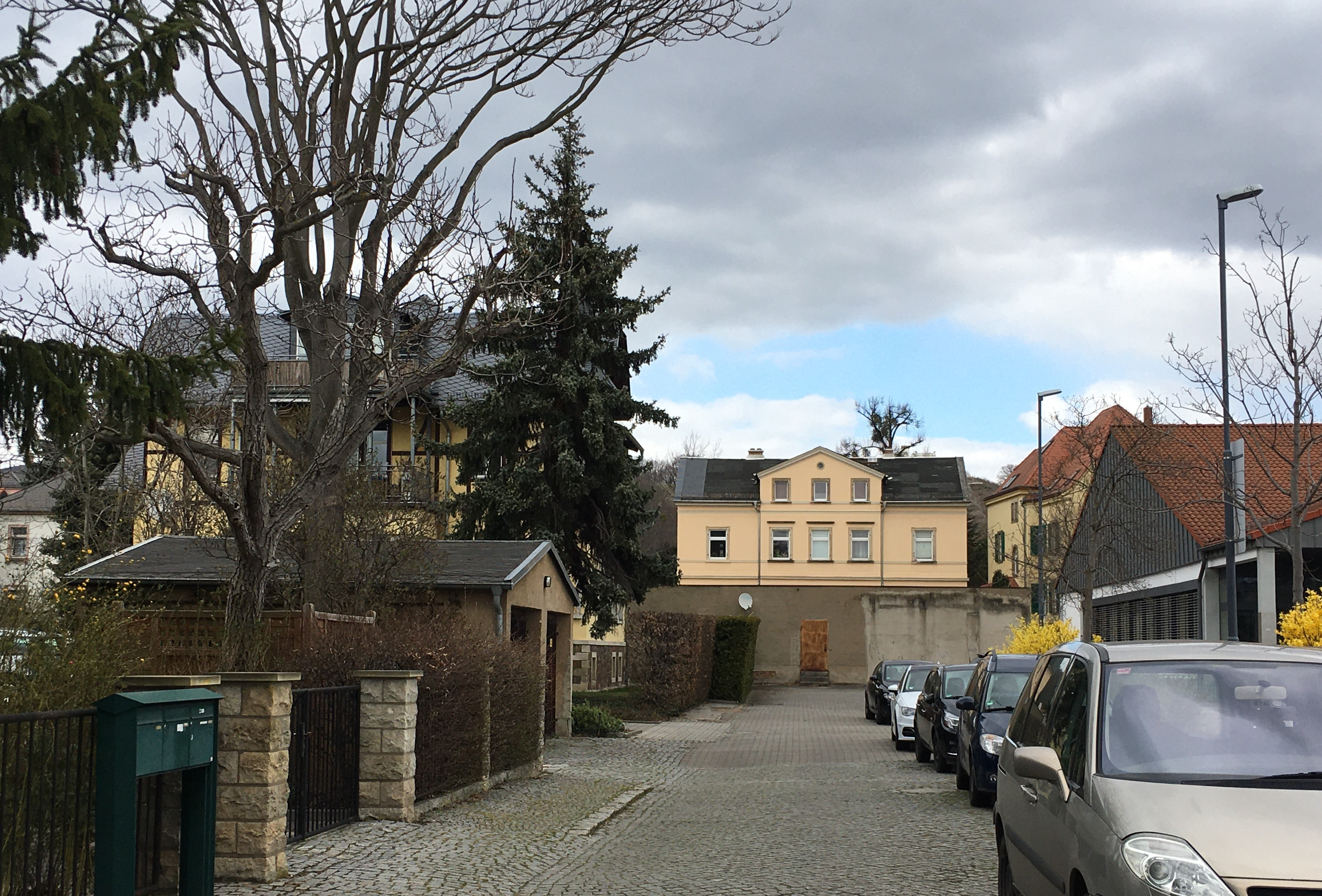
Rückseite der Heinrich-Zille-Straße 61 von der Meißner Straße aus, rechts Heinrich-Zille-Straße 59, links Villa Sonnblick

Lage der Gartenbesitzung des Generals von Süßmilch (rechts unten, rot eingefärbt), 1857. Schräg links darunter an der gestrichelten Linie: Station Kötzschenbroda.

Die „sehr freundliche Gartenbesitzung des General v. Süßmilch“ wurde um 1850 errichtet und 1862 durch seinen Besitzer Süßmilch genannt Hörnig, der „allhier mit einem Haus und Weinberggrundstück ansässig“ war, „übersetzt“, also aufgestockt.
Um 1857 stand auch auf der östlichen Seite des Anwesens von der Straße aus ein Nebengebäude, sodass sich der Eindruck einer symmetrischen Dreiseitanlage ergab. Die gesamte Anlage war wohl von einer Einfriedung umgeben, die wiederum von Bäumen begleitet wurde. Sie erstreckte sich Richtung Meißner Straße  und umfasste damit das Gelände des sich dort befindlichen heutigen Supermarkts.